# Gramilla (Santiago del Estero)
Gramilla es una localidad repartida entre los departamentos Río Hondo y Jiménez, en la provincia de Santiago del Estero, Argentina.

## Población
Cuenta con 710 habitantes (Indec, 2010), lo que representa un incremento del 20,5% frente a los 589 habitantes (Indec, 2001) del censo anterior. 409 habitantes (Indec, 2010) se encontraban en el departamento Río Hondo y 301 habitantes (Indec, 2010) en el departamento Jiménez.
| Gráfica de evolución demográfica de Gramilla entre 1991 y 2010 |
|                                                                |
| Fuente: Censos nacionales del INDEC                            |

## Toponimia
Se debe a pastizales de "gramilla" (numerosas especies responden a ese nombre común: Cynodon, Elytrigia, Paspalum).

## Sismos de Santiago del Estero
El 1 de enero de 2011 (14 años), 21 de febrero y el 2 de septiembre de 2011, varias extensas áreas fueron epicentro de sismos de 7,0; 5,9; y 6,9 grados en la escala de Richter, aunque sin causar daños ni víctimas, pues se registraron a profundidades de 600 km; y los movimientos telúricos llegaron a sacudir edificios altos en varias provincias, incluyendo la ciudad de Buenos Aires.

### Sismicidad
La sismicidad del área de Santiago del Estero es frecuente y de intensidad baja, y un silencio sísmico de terremotos medios a graves cada 40 años.
El 4 de julio de 1817 (207 años), sismo de 1817 de 7,0 Richter, con máximos daños reportados al centro y norte de la provincia, donde se desplomaron casas y se produjo agrietamiento del suelo, los temblores duraron alrededor de una semana. Se estimó una intensidad de VIII grados Mercalli. Hubo licuefacción con grandes cantidades de arena en las fisuras de hasta 1 m de ancho y más de 2 m de profundidad. En algunas de las casas sobre esas fisuras, el terreno quedó cubierto de más de 1 dm de arena.
Aunque la actividad geológica ocurre desde épocas prehistóricas, el sismo del 20 de marzo de 1861 (164 años) señaló un hito importante dentro de la historia de eventos sísmicos argentinos ya que fue el más fuerte registrado y documentado en el país. A partir del mismo la política de los sucesivos gobiernos provinciales y municipales han ido extremando cuidados y restringiendo los códigos de construcción. Pero solo con el terremoto de San Juan del 15 de enero de 1944 (81 años) los Estados provinciales tomaron real estado de la gravedad sísmica de la región.